# Smile 2
Smile 2 è un film horror del 2024 scritto e diretto da Parker Finn.
Il film è il sequel di Smile, diretto dallo stesso Finn nel 2022.

## Trama
Sei giorni dopo aver assistito al suicidio di Rose Cotter e aver ricevuto la maledizione di una misteriosa entità, l'agente di polizia Joel cerca di liberarsene; dal momento che l'unico modo per farlo è uccidere qualcuno davanti a un testimone, Joel affronta due criminali con l'intenzione di ucciderli uno davanti all'altro, ma ne deriva una sparatoria nella quale muoiono entrambi i delinquenti. Tuttavia uno spacciatore, Lewis Fregoli, assiste casualmente all'accaduto, ereditando di conseguenza la maledizione. Joel cerca di fuggire da una finestra quando altri criminali accorrono sul posto, ma viene preso in pieno da un veicolo morendo sul colpo.
A New York City, la pluripremiata popstar Skye Riley si prepara per il suo one tour di ritorno in scena, dopo un anno passato a disintossicarsi e a riprendersi dalla morte del fidanzato, l'attore Paul Hudson. Skye viene monitorata dalla madre e manager Elizabeth e dall'assistente Joshua, ma riesce a uscire di nascosto per comprare degli antidolorifici dal suo spacciatore, Lewis Fregoli, a causa dei dolori cronici alla schiena come conseguenza dell'incidente. Lewis ha dei comportamenti paranoici e, a un certo punto, esibendo un sorriso maniacale, si uccide spaccandosi la testa con un peso da bilancere. Terrorizzata, Skye scappa dalla scena senza chiamare la polizia per evitare ripercussioni.
Skye inizia ad avere allucinazioni fisiche e uditive che riguardano persone che le sorridono in modo inquietante, la cui figura più ricorrente è quella di un redivivo Paul, portando a un rapido deterioramento della sua salute mentale. Nel tentativo di cercare conforto, la donna ricontatta la sua ex migliore amica Gemma, con cui aveva troncato i rapporti. Skye riceve un messaggio da un numero sconosciuto che le dice di sapere quello che le sta succedendo e che è in pericolo. Skye viene costretta dalla madre a partecipare a un evento di beneficenza per un'associazione che si occupa di ragazzi disagiati, organizzato dal dirigente musicale Darius. Dovrebbe fare un discorso in pubblico, ma a causa di un'allucinazione il gobbo sembra bloccarsi ed è costretta a improvvisare e finisce per dire cose farneticanti su sé e sul mondo della musica. Ha una visione di Paul che le si avvicina col sorriso demoniaco e, in preda al panico, lancia un'anziana dal palco.
Skye accetta di incontrarsi con lo sconosciuto che le ha scritto in un locale affollato; l'uomo, di nome Morris, è fratello di una delle vittime della maledizione e conosce molte cose. Spiega a Skye il funzionamento della maledizione e ipotizza che l'entità possa essere sconfitta se fermerà il cuore di Skye per poi rianimarla dopo pochi istanti, così da simulare la morte dell'"ospite", ma lei scappa dopo essere stata riconosciuta dalla folla. Tornata nel suo appartamento, Skye viene aggredita dall'entità che assume l'aspetto dei suoi ballerini, perdendo conoscenza.
In un flashback si scopre che Skye è responsabile dell'incidente stradale in cui è morto Paul, dopo aver afferrato il volante durante una discussione fomentata dalla droga. Skye si risveglia in una clinica e discute animatamente con Elizabeth, più preoccupata della sua carriera che non della sua salute. Elizabeth viene posseduta dall'entità e si suicida con dei frammenti di specchio davanti alla figlia. Skye si riprende subito dopo e si rende conto di essere stata lei a uccidere la madre in uno stato di trance. Riesce a scappare dalla clinica, si incontra con Gemma e si fa accompagnare da Morris per la procedura di rianimazione.
Durante il tragitto, Skye riceve una chiamata dalla vera Gemma e comprende che non si è mai ricongiunta davvero con lei, ma che l'entità l'ha impersonata per tutti quei giorni. Skye si incontra con Morris in un edificio abbandonato, dove l'uomo le spiega che la procedura si terrà in una cella frigorifera. Skye gli intima di ucciderla nel caso l'entità riuscisse a prendere possesso di lei, così che la maledizione non si diffonda ulteriormente. Tuttavia, in un momento in cui rimane sola, Skye viene attaccata dalla creatura, che assume il suo aspetto prima dell'incidente. Skye si inietta la siringa contenente il siero che dovrebbe fermarle il cuore, ma capisce che anche quella è solo un'allucinazione.
Skye si ritrova sul palco alla serata di apertura del suo tour; Elizabeth appare viva tra il pubblico, rivelando che tutti gli eventi degli ultimi giorni sono stati frutto di allucinazioni. L'entità appare agli occhi di Skye come una creatura mostruosa che entra nel suo corpo. La popstar sembra crollare sul palco, salvo poi rialzarsi sorridendo sinistramente e uccidersi pugnalandosi all'occhio con il microfono, trasmettendo la maledizione alle migliaia di spettatori presenti.

## Produzione
Dopo il successo commerciale di Smile, nel marzo 2023 Finn ha firmato un contratto con la Paramount Pictures per realizzare progetti futuri; il mese seguente un sequel è stato ufficialmente approvato e il film è entrato immediatamente in pre-produzione. A Kyle Gallner, l'unico membro del cast del film originale, si sono aggiunti Naomi Scott, Lukas Gage, Rosemarie DeWitt, Dylan Gelula e Raúl Castillo.
Le riprese principali si sono svolte tra il gennaio e il marzo 2024 nell'Hudson Valley.

## Promozione
Il primo trailer è stato diffuso il 18 giugno 2024.

## Distribuzione
Il film è distribuito nelle sale italiane dal 17 ottobre 2024, e in quelle nordamericane dal giorno successivo.

## Accoglienza

### Incassi
Il film ha incassato 69012586 $ in Nordamerica e 69116268 $ nel resto del mondo, per un totale di 138128854 $, di cui 2928792 € in Italia.

### Critica
Su Rotten Tomatoes 206 critici esprimono un gradimento dell'86% con un voto medio di 6.9/10; su Metacritic il voto medio di 37 critici è di 67/100.